# GS1

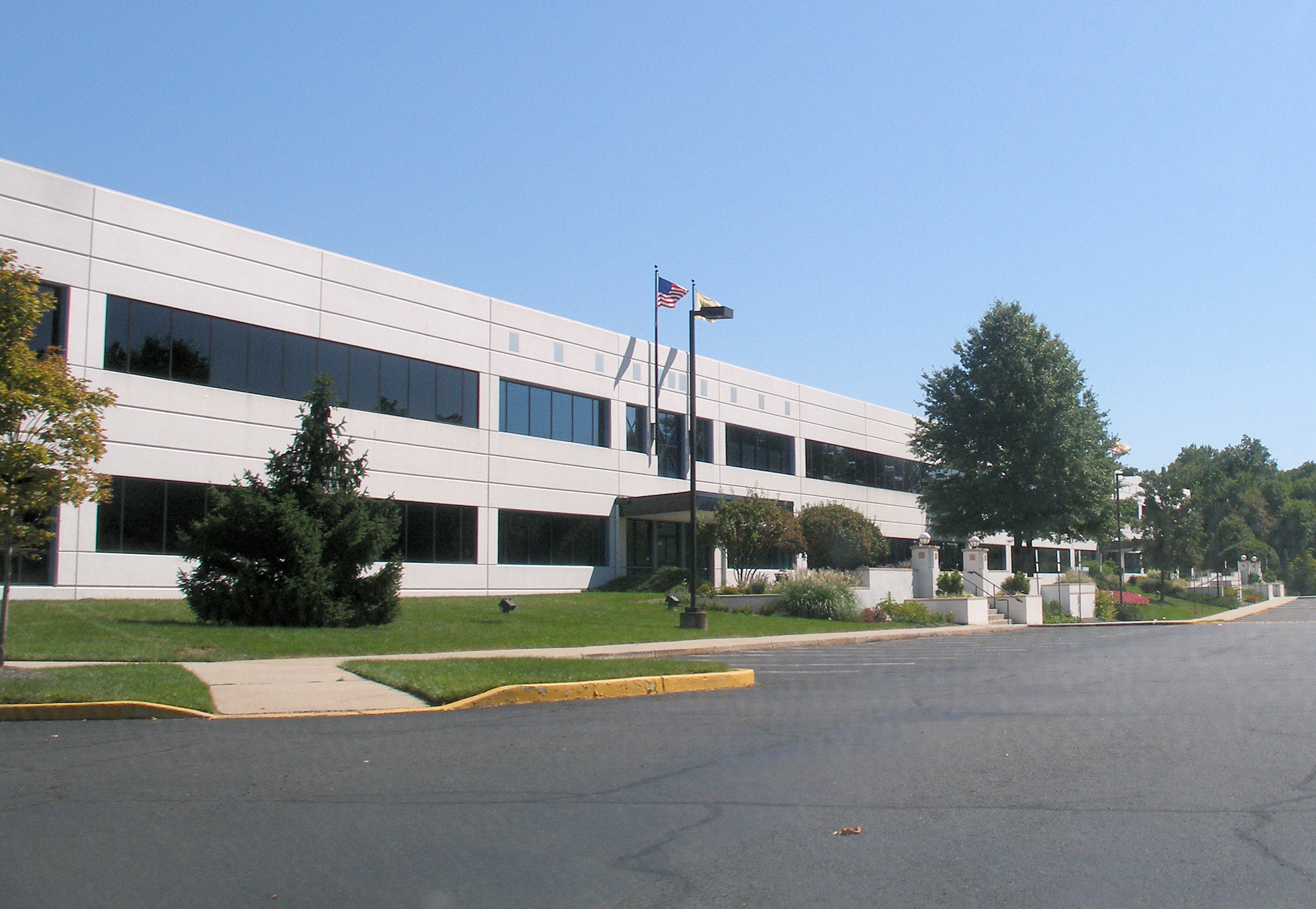
GS1 Birourile centrale din SUA, Lawrenceville (aici se află și unul dintre cele două birouri globale GS1)

GS1 este o organizație non-profit care dezvoltă și menține standarde globale pentru comunicare de afaceri. Cel mai cunoscut standard este codul de bare, un simbol imprimat pe produse, care poate fi scanat electronic. Peste 100 de milioane de produse poartǎ codurile de bare GS1 și sunt scanate de peste șase miliarde de ori zilnic.
GS1 are 115 organizații locale de membri și peste 2 milioane de companii utilizatoare.
Standardele GS1, serviciile și soluțiile sunt concepute astfel încât să îmbunǎtǎțeascǎ eficiența, siguranța și vizibilitatea lanțurilor de distribuție, prin intermediul canalelor fizice și digitale, într-o largă varietate a sectoarelor de activitate. Ele formează un limbaj de afaceri, prin intermediul căruia sunt identificate, capturate și răspândite informații cheie despre produse, locații și altele.

## Istorie
În 1969, industria de retail din SUA era în căutarea unei modalități prin care să grăbească procesul de validare în magazine. A fost inființat Comitetul Ad-Hoc pentru Codul de Identificare Uniform al Produselor de Băcănie, cu scopul de a identifica o soluție.
În 1973, Codul Universal de Produs (UPC) a fost selectat de acest grup drept primul standard de identificare unică a produselor, iar în 1974 a fost inființat Consiliul pentru Cod Uniform (UCC), pentru administrarea noului standard. 
  Pe 26 iunie 1974, un pachet de gumă de mestecat Wrigley’s a devenit primul produs imprimat cu un cod de bare care a fost scanat într-un magazin. (1) (3)
In 1976, codul original de 12 caractere a fost extins la 13, ceea ce a deschis porțile sistemului de identificare pentru a putea fi utilizat in afara SUA. In 1977, un grup de membri fondatori din 12 tari au infiintat, la Bruxelles, European Article Numbering Association (EAN). (4)
In 1990, EAN și UCC au semnat un acord de cooperare globală , prin care și-au extins prezenta in 45 de tari. In 1999, EAN si UCC au lansat Auto-ID Centre pentru dezvoltarea Codului Electronic de Produs (EPC), ceea ce a permis utilizarea standardelor GS1 pentru RFID. (5)
In 2004, EAN și UCC au lansat Global Data Synchronization Network (GDSN), o inițiativă globală, bazată pe internet, care permite partenerilor comerciali să schimbe date master despre produse, in mod eficient. (4)
Până în 2005, organizația era prezentă în peste 90 de țări, care promovau utilizarea numelui GS1 în întreaga lume. Deși “GS1” nu este un acronim, el se referă la organizația care oferă un sistem global de standarde. (4)
In august 2018 este ratificată structura GS1 We URI Standard, care permite alocarea unor coduri unice de identificare a produselor, prin înregistrarea unei adrese de tip pagină de web (URI) în format de cod QR. (6)

## Coduri de bare
Codurile de bare definite de standardele GS1 sunt utilizate pe scară largă (7), după ce au fost introduse în 1974. (8) Ele codifică numărul de identificare al unui produs ce poate fi scanat electronic, ceea ce ușurează urmărirea, procesarea și depozitarea produselor.
Codurile de bare imbunătățesc eficiența, siguranța și vizibilitatea lanțurilor de distribuție de-a lungul canalelor fizice și digitale. Ele dețin un rol crucial in industria de retail – inclusiv marketplace-urile online de azi – trecand de la un proces de validare mai rapid spre un management imbunatatit al inventarului si al livrarii, precum si fructificarea oportunitatii de a vinde online, pe o scara globala. Numai in Regatul Unit al Marii Britanii (UK), introducerea codurilor de bare in industria de retail a adus economii de 10,5 miliarde de lire sterline pe an. (1) (9)
Unele dintre codurile de bare dezvoltate și administrate de GS1 sunt: EAN/UPC (utilizate mai ales pentru bunurile de larg consum), GS1 Data Matrix (utilizat mai ales pentru produsele industriei de sănătate), GS1-128, GS1 DataBar și codul GS1 QR.

## Standarde
Cel mai influent standard GS1 este GTIN. El identifică in mod unic produse pe intreg globul și formează baza întregului sistem GS1.
Principalele standarde GS1 sunt următoarele:
- Application Level Events (ALE)
- Core Business Vocabulary (CBV)
- Codurile de bare EAN/UPC
- Etichetele EPC/RFID
- EPCIS
- GEPIR
- Global Data Model
- Global Data Syncronization Network (GDSN)
- Global Document Type Identifier (GDTI)
- Global Data Asset Identifier (GIAI)
- Global Identification Number for Consignment (GINC)
- Global Location Number (GLN)
- Global Product Classification (GPC)
- Global Returnable Asset Identifier (GRAI)
- Global Service Relationship Number (GSRN)
- Global Shipment Identification Number (GSIN)
- Global Trade Identification Number (GTIN)
- GS1-128
- GS1 DataBar
- GS1 DataMatrix
- GS1 Digital Link
- GS1 EDI
- ITF-14
- Low-Level Reader Protocol (LLRP)
- Object Name Service (ONS)
- Serial Shipping Container Code (SSCC)

Multe standarde GS1 sunt, în același timp, standarde ISO. De exemplu, GTIN, GLN și SSCC. (10) 
GS1 acționează și în calitate de secretariat pentru comitetul tehnic al ISO dedicat identificării automatizate și a tehnicilor de capturare a datelor (ISO/IEC JTC 1/SC 31). (11)
Standardele GS1 sunt dezvoltate și menținute prin GS1 Global Standards Management Process (GSMP), un forum de tip comunitate, care aduce laolaltă reprezentanți ai unor industrii și sectoare de activitate diferite. Împreună, aceștia definesc și implementează soluții bazate pe standarde, menite să răspundă provocărilor puse de lanțul de distribuție comun.

## Industriile
Retail și marketplace-uri
Industria de retail a fost sectorul de activitate economică cu care GS1 a lucrat de la bun început și a rămas principala zonă de interes. Astăzi, GS1 operează pe scară globală în patru sub-sectoare ale retailului: îmbrăcăminte, alimente proaspete, bunuri de consum cu mișcare rapidă și mărfuri generale.   
Principalele zone de interes în industria de retail includ sustenabilitatea, calitatea datelor, conformitatea cu cerințele regulamentare, trasabilitatea produselor de la locul de origine până la livrare, precum și integrarea în amonte dintre producători și furnizori.
Pe masură ce consumatorii continuă să opteze între canalele de vânzare fizice și cele oferite de e-commerce, sunt așteptate câștiguri atât in privința experienței consistente de cumpărare, cât și în ceea ce privește eficiența, siguranța și viteza proceselor. GS1 a dezvoltat standarde ce permit identificarea unică a produselor, pentru beneficiul consumatorilor și al motoarelor de căutare, furnizând, în format digital, informații complete și corecte despre produs. (12)
Companii majore din e-commerce precum eBay, Amazon și Google Shopping cer deja companiilor furnizoare să foloseasca codurile de bare GS1 GTIN, pentru a putea vinde pe site-urile lor. (13) (14) (15)
Industria serviciilor de sănătate
Din 2005, GS1 activează în industria serviciilor de sănătate cu obiectivul primar de îmbunătățire a siguranței pacientului, precum și impulsionarea eficienței pe lanțul de distribuție. 
Dezvoltarea și implementarea standardelor GS1 în industria serviciilor de sănătăte oferă suport industriei în procesul de trasabilitate a produselor, de la producător la pacient, contribuie la detectarea produselor contrafăcute, ajută la prevenirea erorilor de medicație, permite retrageri eficiente de pe piață și oferă suport proceselor clinice. În mai mult de 70 de țări, au fost deja elaborate reglementări în domeniul serviciilor de sănătate sau cerințe privind partenerii comerciali, în cadrul cărora sunt utilizate standardele GS1, pentru motivele menționate mai sus, precum și în domeniul medicamentelor și al echipamentelor medicale. Membrii grupului dedicat serviciilor de sănătate (GS1 Healthcare), includ mai bine de 140 de organizații de vârf din sfera serviciilor de sănătate, din toata lumea. (16)
Alte industrii
GS1 operează, pe plan global, alte trei industrii: Transport & Logistică, Servicii Alimentare și Industrii Tehnice. Cele 115 organizatii ale membrilor GS1 din peste 100 de țări, de pe toate continentele, sunt concentrate pe acoperirea câtorva zeci de sectoare industriale.  (17)
Calitatea de membru
GS1 are peste 2 milioane de membri în toată lumea. Companiile capătă calitatea de membru prin aderarea la o organizație de membri locală (MO).
Guvernanța și structura
Guvernanța GS1 are trei niveluri:
Primul nivel – Adunarea Generală GS1, ce cuprinde reprezentanți ai Organizațiilor Membre.
Al doilea nivel – Consiliul Director GS1, responsabil pentru directia strategică globală (compusă din lideri reprezentativi ai unor companii multinaționale și ai unor Organizații Membre Locale GS1). Membrii Consiliului Director GS1 sunt persoane cu poziții de senioritate în urmatoarele organizații: 
- Abudawood

- Alibaba Group
- B.Braun Melsungen

- Beijing Hualian Group

- bol.com

- Consumer Goods Forum

- Dr. Oetker

- Google

- Grupo Bimbo

- Grupo Exito

- IGA

- The J.M. Smucker Company

- Johnson & Johnson

- L’Oreal

- LF Logistics

- Metro AG

- Nestle

- Procter & Gamble

- Reliance Retail

- Royal College of Physicians and Surgeons of Canada

- Wendy’s

- GS1 Australia

- GS1 Canada

- GS1 China

- GS1 Egypt

- GS1 France

- GS1 Germany

- GS1 Hong Kong

- GS1 Italy

- GS1 Paraguay

- GS1 US

Al treilea nivel - Biroul Global GS1 (GO) si Organizațiile Membre Locale GS1. Biroul Global GS1 conduce dezvoltarea și mentenanța noilor standarde. Organizațiile locale se concentrează asupra serviciilor locale și pe implementarea standardelor. Consiliile Directoare locale sunt responsabile pentru direcțiile strategice locale (fiind compuse din lideri ai companiilor naționale).
Mai există încă două consilii directoare la nivel global:
- Consiliul Director pentru Excelența Datelor GS1 (responsabil pentru strategia de date a GS1)

- Consiliul Director pentru Inovație GS1 și Consiliul Director al EPCglobal (responsabil pentru inovație și activitățile de cercetare și dezvoltare in GS1) (17)

## Finanțarea
Organizațiile membre GS1 din toată lumea sunt finanțate de către membrii locali, prin intermediul cotizațiilor anuale de membru și vânzarea de servicii.
Parteneriate
GS1 a încheiat parteneriate cu alte organizații internaționale. Printre acestea, se numără:
- Consumer Goods Forum (19)

- International Standards Organization (ISO) (10)

- NATO (20)

- United Nations (21)

- UN Refugee Agency (UNHCR) (22)

- World Customs Organization (WCO)

- International Society for Quality in Health Care (ISQua)

- Joint Initiative Council (JIC)